# Saison 1976 de la WTA
Vainqueurs des tournois majeurs

Chris Evert dans les années 1970.

Résultats des tournois de tennis organisés par la Women's Tennis Association (WTA) en 1976 :

## Organisation de la saison
Indépendamment des quatre tournois du Grand Chelem (organisés par la Fédération internationale de tennis), la saison 1976 de tennis féminin  de la WTA est, pour l'essentiel, scindée en deux circuits professionnels majeurs : 
- de janvier à mi-avril : les Virginia Slims Series,
- toute l'année : les Colgate Series.

Un certain nombre de tournois n'appartiennent à aucun de ces deux circuits (« non-Tour events »).
À ce calendrier s'ajoutent aussi deux épreuves par équipes nationales : la Coupe de la Fédération et la Wightman Cup.

### Virginia Slim Series
Les tournois Virginia Slim Series se déroulent exclusivement aux États-Unis, à l'exception du Futures of Canada. 
Mi-avril, les Masters voient s'affronter les huit joueuses ayant réalisé les meilleurs résultats de ces Virginia Slim Series.

### Colgate Series
Les tournois Colgate Series se déroulent quant à eux dans le monde entier.

## Palmarès

### Simple
| No | Date       | Nom et lieu du tournoi                          | Catégorie      | Dotation  | Surface         | Vainqueure           | Finaliste            | Score         |         |
| -- | ---------- | ----------------------------------------------- | -------------- | --------- | --------------- | -------------------- | -------------------- | ------------- | ------- |
| 1  | 26/12/1975 | Australian Open, Melbourne                      | G. Chelem      | NC        | Gazon (ext.)    | Evonne Goolagong     | Renáta Tomanová      | 6-2, 6-2      | Tableau |
| 2  | 05/01/1976 | L'Eggs World Series, Austin                     | Exhibition     | 100 000 $ | Dur (ext.)      | Chris Evert          | Evonne Goolagong     | 6-4, 7-6      | Tableau |
| 3  | 05/01/1976 | Benson & Hedges NZ Open, Auckland               |                | NC        | Gazon (ext.)    | Sue Barker           | Helga Masthoff       | 6-5           | Tableau |
| 4  | 12/01/1976 | Virginia Slims of Houston, Houston              |                | 75 000 $  | Moquette (int.) | Martina Navrátilová  | Chris Evert          | 6-3, 6-4      | Tableau |
| 5  | 19/01/1976 | Virginia Slims of Washington, Washington        |                | 75 000 $  | Moquette (int.) | Chris Evert          | Virginia Wade        | 6-2, 6-1      | Tableau |
| 6  | 25/01/1976 | Virginia Slims of Chicago, Chicago              |                | 75 000 $  | Moquette (int.) | Evonne Goolagong     | Virginia Wade        | 3-6, 6-3, 6-2 | Tableau |
| 7  | 03/02/1976 | Virginia Slims of Akron, Akron                  | VS Tour        | 75 000 $  | Moquette (int.) | Evonne Goolagong     | Virginia Wade        | 6-2, 3-6, 6-2 | Tableau |
| 8  | 17/02/1976 | Virginia Slims of Detroit, Détroit              |                | 75 000 $  | Moquette (int.) | Chris Evert          | Rosie Casals         | 6-4, 6-2      | Tableau |
| 9  | 23/02/1976 | Virginia Slims of Sarasota, Sarasota            |                | 75 000 $  | Moquette (int.) | Chris Evert          | Evonne Goolagong     | 6-3, 6-0      | Tableau |
| 10 | 01/03/1976 | Virginia Slims of San Francisco, San Francisco  |                | 75 000 $  | Moquette (int.) | Chris Evert          | Evonne Goolagong     | 7-5, 7-62     | Tableau |
| 11 | 15/03/1976 | Virginia Slims of Dallas, Dallas                |                | 75 000 $  | Moquette (int.) | Evonne Goolagong     | Martina Navrátilová  | 6-1, 6-1      | Tableau |
| 12 | 22/03/1976 | Virginia Slims of Boston, Boston                |                | 75 000 $  | Moquette (int.) | Evonne Goolagong     | Virginia Wade        | 6-2, 6-0      | Tableau |
| 13 | 29/03/1976 | Virginia Slims of Philadelphia, Philadelphie    |                | 75 000 $  | Moquette (int.) | Evonne Goolagong     | Chris Evert          | 6-3, 7-63     | Tableau |
| 14 | 12/04/1976 | Virginia Slims Championships, Los Angeles       | Masters        | 150 000 $ | Moquette (int.) | Evonne Goolagong     | Chris Evert          | 6-3, 5-7, 6-3 | Tableau |
| 15 | 12/04/1976 | Monte Carlo Open, Monte-Carlo                   |                | NC        | Terre (ext.)    | Helga Masthoff       | Fiorella Bonicelli   | 6-4, 6-2      |         |
| 16 | 26/04/1976 | Family Circle Cup, Amelia Island                |                | 110 000 $ | Terre (ext.)    | Chris Evert          | Kerry Reid           | 6-2, 6-2      | Tableau |
| 17 | 10/05/1976 | Coca-Cola British HC Championships, Bournemouth |                | NC        | Terre (ext.)    | Helga Masthoff       | Sue Barker           | 5-7, 6-3, 6-2 | Tableau |
| 18 | 17/05/1976 | German Open Championships, Hambourg             |                | 30 000 $  | Terre (ext.)    | Sue Barker           | Renáta Tomanová      | 6-3, 6-1      | Tableau |
| 19 | 23/05/1976 | Italian Open, Rome                              |                | 30 000 $  | Terre (ext.)    | Mima Jaušovec        | Lesley Hunt          | 6-1, 6-3      |         |
| 20 | 31/05/1976 | Roland-Garros, Paris                            | G. Chelem      | NC        | Terre (ext.)    | Sue Barker           | Renáta Tomanová      | 6-2, 0-6, 6-2 | Tableau |
| 21 | 31/05/1976 | Rose’s Lime Juice International, Chichester     |                | NC        | Gazon (ext.)    | Marise Kruger        | Bunny Bruning        | 6-2, 6-2      | Tableau |
| 22 | 07/06/1976 | Robertson's Cup, Beckenham                      |                | NC        | Gazon (ext.)    | Olga Morozova        | Marise Kruger        | 7-5, 2-6, 6-3 | Tableau |
| 23 | 14/06/1976 | Colgate International, Eastbourne               |                | 25 000 $  | Gazon (ext.)    | Chris Evert          | Virginia Wade        | 8-6, 6-3      | Tableau |
| 24 | 21/06/1976 | The Championships, Wimbledon                    | G. Chelem      | NC        | Gazon (ext.)    | Chris Evert          | Evonne Goolagong     | 6-3, 4-6, 8-6 | Tableau |
| 25 | 05/07/1976 | Swiss Open Championships, Gstaad                |                | NC        | Terre (ext.)    | Michèle Gurdal       | Gail Sherriff        | 4-6, 6-2, 6-3 | Tableau |
| 26 | 05/07/1976 | Swedish Open, Båstad                            |                | NC        | Terre (ext.)    | Renáta Tomanová      | Helen Anliot         | 6-3, 6-2      |         |
| 27 | 12/07/1976 | Head Cup, Kitzbühel                             |                | NC        | Terre (ext.)    | Wendy Turnbull       | Virginia Ruzici      | 6-4, 5-7, 6-2 |         |
| 28 | 09/08/1976 | US Clay Court Championships, Indianapolis       |                | 35 000 $  | Terre (ext.)    | Kathy May            | Brigitte Cuypers     | 6-4, 4-6, 6-2 |         |
| 29 | 16/08/1976 | Rothmans Canadian Open, Toronto                 |                | 35 000 $  | Terre (ext.)    | Mima Jaušovec        | Lesley Hunt          | 6-2, 6-0      | Tableau |
| 30 | 23/08/1976 | WTA Westchester Invitational, Harrison          |                | 10 000 $  | Terre (ext.)    | Beth Norton          | Ruta Gerulaitis      | 1-6, 7-5, 6-3 |         |
| 31 | 23/08/1976 | Tennis Week Open, Orange                        |                | 60000 $   | Terre (ext.)    | Marise Kruger        | Lea Antonoplis       | 6-3, 6-2      | Tableau |
| 32 | 30/08/1976 | US Open, Forest Hills                           | G. Chelem      | 309 000 $ | Terre (ext.)    | Chris Evert          | Evonne Goolagong     | 6-3, 6-0      | Tableau |
| 33 | 13/09/1976 | US Indoors, Atlanta                             |                | 60 000 $  | Moquette (int.) | Virginia Wade        | Betty Stöve          | 5-7, 7-5, 7-5 |         |
| 34 | 27/09/1976 | Toray Sillook Open, Tokyo                       |                | 75 000 $  | Moquette (int.) | Betty Stöve          | Margaret Smith Court | 1-6, 6-4, 6-3 | Tableau |
| 35 | 04/10/1976 | Thunderbird International, Phoenix              |                | 70 000 $  | Dur (ext.)      | Chris Evert          | Dianne Fromholtz     | 6-1, 7-5      | Tableau |
| 36 | 12/10/1976 | World Invitational Tennis Classic, Hilton Head  |                | NC        | Terre (ext.)    | Evonne Goolagong     | Virginia Wade        | 6-3, 6-4      | Tableau |
| 37 | 17/10/1976 | Colgate Inaugural, Palm Springs                 |                | 200 000 $ | Dur (ext.)      | Chris Evert          | Françoise Dürr       | 6-1, 6-2      | Tableau |
| 38 | 18/10/1976 | Spanish Championships, Barcelone                |                | NC        | Terre (ext.)    | Renáta Tomanová      | Virginia Ruzici      | 3-6, 6-4, 6-2 |         |
| 39 | 01/11/1976 | Dewar Cup Final, Londres                        | Dewar Cup      | 135000 $  | Moquette (int.) | Virginia Wade        | Chris Evert          | 6-2, 6-2      | Tableau |
| 40 | 01/11/1976 | Japan Open, Tokyo                               |                | NC        | Moquette (int.) | Wendy Turnbull       | Michèle Gurdal       | 6-1, 6-1      |         |
| 41 | 22/11/1976 | South African Open, Johannesburg                |                | 35 000 $  | Dur (ext.)      | Brigitte Cuypers     | Laura duPont         | 6-7, 6-4, 6-1 | Tableau |
| 42 | 25/11/1976 | Gunze Classic, Tokyo & Kobe                     |                | 100 000 $ | Moquette (int.) | Chris Evert          | Sue Barker           | 6-2, 7-6      | Tableau |
| 43 | 28/11/1976 | Australian Hard Court Championships, Sydney     |                | NC        | Terre (ext.)    | Dianne Fromholtz     | Leanne Harrison      | 6-1, 6-0      |         |
| 44 | 29/11/1976 | Colgate Sydney Open, Sydney                     | Colgate Series | 100 000 $ | Gazon (ext.)    | Martina Navrátilová  | Betty Stöve          | 7-5, 6-2      | Tableau |
| 45 | 30/11/1976 | South Australian Championships, Adélaïde        |                | NC        | Gazon (ext.)    | Chris O'Neil         | Nerida Gregory       | 3-6, 6-4, 6-0 | Tableau |
| 46 | 06/12/1976 | Queensland State Open, Brisbane                 |                | NC        | Gazon (ext.)    | Susan Leo            | Donna Kelly          | 7-5, 7-6      |         |
| 47 | 06/12/1976 | Toyota Colgate Championships, Melbourne         |                | 50 000 $  | Gazon (ext.)    | Margaret Smith Court | Sue Barker           | 6-2, 6-2      | Tableau |
| 48 | 13/12/1976 | Western Australian Open, Perth                  |                | NC        | Gazon (ext.)    | Wendy Turnbull       | Renáta Tomanová      | 6-3, 6-4      |         |
| 49 | 27/12/1976 | New South Wales Open, Sydney                    | Colgate Series | 35 000 $  | Gazon (ext.)    | Kerry Reid           | Dianne Fromholtz     | 3-6, 6-2, 6-3 | Tableau |

### Double
| No | Date       | Nom et lieu du tournoi                         | Catégorie      | Dotation  | Surface         | Vainqueures                      | Finalistes                           | Score          |         |
| -- | ---------- | ---------------------------------------------- | -------------- | --------- | --------------- | -------------------------------- | ------------------------------------ | -------------- | ------- |
| 1  | 26/12/1975 | Australian Open Melbourne                      | G. Chelem      | NC        | Gazon (ext.)    | Evonne Goolagong Helen Gourlay   | Lesley Turner Renáta Tomanová        | 8-1            | Tableau |
| 2  | 05/01/1976 | Benson & Hedges NZ Open Auckland               |                | NC        | Gazon (ext.)    | NC                               | NC                                   | Pluie          | Tableau |
| 3  | 12/01/1976 | Virginia Slims of Houston Houston              |                | 75 000 $  | Moquette (int.) | Rosie Casals Françoise Dürr      | Chris Evert Martina Navrátilová      | 6-0, 7-5       | Tableau |
| 4  | 19/01/1976 | Virginia Slims of Washington Washington        |                | 75 000 $  | Moquette (int.) | Olga Morozova Virginia Wade      | Mona Guerrant Wendy Overton          | 7-62, 6-2      | Tableau |
| 5  | 25/01/1976 | Virginia Slims of Chicago Chicago              |                | 75 000 $  | Moquette (int.) | Olga Morozova Virginia Wade      | Evonne Goolagong Martina Navrátilová | 6-74, 6-4, 6-4 | Tableau |
| 6  | 03/02/1976 | Virginia Slims of Akron Akron                  | VS Tour        | 75 000 $  | Moquette (int.) | Brigitte Cuypers Mona Guerrant   | Glynis Coles Florenta Mihai          | 6-4, 7-64      | Tableau |
| 7  | 17/02/1976 | Virginia Slims of Detroit Détroit              |                | 75 000 $  | Moquette (int.) | Mona Guerrant Ann Kiyomura       | Chris Evert Betty Stöve              | 6-3, 6-4       | Tableau |
| 8  | 23/02/1976 | Virginia Slims of Sarasota Sarasota            |                | 75 000 $  | Moquette (int.) | Martina Navrátilová Betty Stöve  | Mona Guerrant Ann Kiyomura           | 6-1, 6-0       | Tableau |
| 9  | 01/03/1976 | Virginia Slims of San Francisco San Francisco  |                | 75 000 $  | Moquette (int.) | Billie Jean King Betty Stöve     | Rosie Casals Françoise Dürr          | 6-4, 6-1       | Tableau |
| 10 | 15/03/1976 | Virginia Slims of Dallas Dallas                |                | 75 000 $  | Moquette (int.) | Mona Guerrant Ann Kiyomura       | Marita Redondo Greer Stevens         | 6-3, 4-6, 6-4  | Tableau |
| 11 | 22/03/1976 | Virginia Slims of Boston Boston                |                | 75 000 $  | Moquette (int.) | Mona Guerrant Ann Kiyomura       | Rosie Casals Françoise Dürr          | 3-6, 6-1, 7-5  | Tableau |
| 12 | 29/03/1976 | Virginia Slims of Philadelphia Philadelphie    |                | 75 000 $  | Moquette (int.) | Billie Jean King Betty Stöve     | Rosie Casals Françoise Dürr          | 7-64, 6-4      | Tableau |
| 13 | 12/04/1976 | Monte Carlo Open Monte-Carlo                   |                | NC        | Terre (ext.)    | Katja Ebbinghaus Helga Masthoff  | Rosie Darmon Gail Sherriff           | 6-3, 7-5       |         |
| 14 | 19/04/1976 | Bridgestone Doubles Tokyo                      | Masters        | 100 000 $ | NC              | Billie Jean King Betty Stöve     | Mona Guerrant Ann Kiyomura           | 6-3, 6-2       | Tableau |
| 15 | 26/04/1976 | Family Circle Cup Amelia Island                |                | 110 000 $ | Terre (ext.)    | Ilana Kloss Linky Boshoff        | Kathy Kuykendall Valerie Ziegenfuss  | 6-3, 6-2       | Tableau |
| 16 | 10/05/1976 | Coca-Cola British HC Championships Bournemouth |                | NC        | Terre (ext.)    | Linky Boshoff Ilana Kloss        | Lesley Charles Sue Mappin            | 6-3, 6-2       | Tableau |
| 17 | 17/05/1976 | German Open Championships Hambourg             |                | 30 000 $  | Terre (ext.)    | Linky Boshoff Ilana Kloss        | Laura duPont Wendy Turnbull          | 4-6, 7-5, 6-1  | Tableau |
| 18 | 23/05/1976 | Italian Open Rome                              |                | 30 000 $  | Terre (ext.)    | Linky Boshoff Ilana Kloss        | Virginia Ruzici Mariana Simionescu   | 6-1, 6-2       |         |
| 19 | 31/05/1976 | Roland-Garros Paris                            | G. Chelem      | NC        | Terre (ext.)    | Fiorella Bonicelli Gail Sherriff | Kathleen Harter Helga Masthoff       | 6-4, 1-6, 6-3  | Tableau |
| 20 | 31/05/1976 | Rose’s Lime Juice International Chichester     |                | NC        | Gazon (ext.)    | Marise Kruger Elizabeth Vlotman  | Corinne Molesworth Naoko Sato        | 6-2, 6-1       | Tableau |
| 21 | 07/06/1976 | Robertson's Cup Beckenham                      |                | NC        | Gazon (ext.)    | Brigitte Cuypers Annette Van Zyl | Natasha Chmyreva Olga Morozova       | 9-7, 6-4       | Tableau |
| 22 | 14/06/1976 | Colgate International Eastbourne               |                | 25 000 $  | Gazon (ext.)    | Chris Evert Martina Navrátilová  | Olga Morozova Virginia Wade          | Partage        | Tableau |
| 23 | 21/06/1976 | The Championships Wimbledon                    | G. Chelem      | NC        | Gazon (ext.)    | Chris Evert Martina Navrátilová  | Billie Jean King Betty Stöve         | 6-1, 3-6, 7-5  | Tableau |
| 24 | 05/07/1976 | Swiss Open Championships Gstaad                |                | NC        | Terre (ext.)    | Betsy Nagelsen Wendy Turnbull    | Brigitte Cuypers Annette Van Zyl     | 6-4, 6-4       | Tableau |
| 25 | 05/07/1976 | Swedish Open Båstad                            |                | NC        | Terre (ext.)    | M. Fernández Mimi Wikstedt       | Lesley Hunt Renáta Tomanová          | 6-1, 7-6       |         |
| 26 | 12/07/1976 | Head Cup Kitzbühel                             |                | NC        | Terre (ext.)    | Helen Anliot Mimi Wikstedt       | Katja Ebbinghaus Heidi Eisterlehner  | 6-4, 2-6, 7-5  |         |
| 27 | 09/08/1976 | US Clay Court Championships Indianapolis       |                | 35 000 $  | Terre (ext.)    | Linky Boshoff Ilana Kloss        | Laura duPont Wendy Turnbull          | 6-2, 6-3       |         |
| 28 | 16/08/1976 | Rothmans Canadian Open Toronto                 |                | 35 000 $  | Terre (ext.)    | Cynthia Sieler Janet Newberry    | Sue Barker Pam Teeguarden            | 6-7, 6-3, 6-1  | Tableau |
| 29 | 30/08/1976 | US Open Forest Hills                           | G. Chelem      | 309 000 $ | Terre (ext.)    | Linky Boshoff Ilana Kloss        | Olga Morozova Virginia Wade          | 6-1, 6-4       | Tableau |
| 30 | 13/09/1976 | US Indoors Atlanta                             |                | 60 000 $  | Moquette (int.) | Rosie Casals Françoise Dürr      | Betty Stöve Virginia Wade            | 6-0, 6-4       |         |
| 31 | 04/10/1976 | Thunderbird International Phoenix              |                | 70 000 $  | Dur (ext.)      | Billie Jean King Betty Stöve     | Linky Boshoff Ilana Kloss            | 6-2, 6-1       | Tableau |
| 32 | 12/10/1976 | World Invitational Tennis Classic Hilton Head  |                | NC        | Terre (ext.)    | Sue Barker Evonne Goolagong      | Martina Navrátilová Virginia Wade    | 6-4, 4-6, 6-3  | Tableau |
| 33 | 17/10/1976 | Colgate Inaugural Palm Springs                 |                | 200 000 $ | Dur (ext.)      | Chris Evert Martina Navrátilová  | Billie Jean King Betty Stöve         | 6-2, 6-4       | Tableau |
| 34 | 18/10/1976 | Spanish Championships Barcelone                |                | NC        | Terre (ext.)    | Florenta Mihai Virginia Ruzici   | Nathalie Fuchs Michèle Gurdal        | 6-2, 6-4       |         |
| 35 | 01/11/1976 | Dewar Cup Final Londres                        | Dewar Cup      | 135000 $  | Moquette (int.) | Betty Stöve Virginia Wade        | Rosie Casals Chris Evert             | 6-3, 2-6, 6-3  | Tableau |
| 36 | 22/11/1976 | South African Open Johannesburg                |                | 35 000 $  | Dur (ext.)      | Laura duPont Valerie Ziegenfuss  | Yvonne Vermaak Elizabeth Vlotman     | 6-1, 6-4       | Tableau |
| 37 | 25/11/1976 | Gunze Classic Tokyo & Kobe                     |                | 100 000 $ | Moquette (int.) | Sue Barker Ann Kiyomura          | Rosie Casals Françoise Dürr          | 4-6, 6-3, 6-1  | Tableau |
| 38 | 28/11/1976 | Australian Hard Court Championships Sydney     |                | NC        | Terre (ext.)    | NC                               | NC                                   | NC             |         |
| 39 | 29/11/1976 | Colgate Sydney Open Sydney                     | Colgate Series | 100 000 $ | Gazon (ext.)    | Martina Navrátilová Betty Stöve  | Françoise Dürr Ann Kiyomura          | 6-3, 7-5       | Tableau |
| 40 | 30/11/1976 | South Australian Championships Adélaïde        |                | NC        | Gazon (ext.)    | Nerida Gregory Rosalyn McCann    | Elizabeth Little Kerryn Pratt        | 6-3, 6-2       | Tableau |
| 41 | 06/12/1976 | Toyota Colgate Championships Melbourne         |                | 50 000 $  | Gazon (ext.)    | Margaret Smith Court Betty Stöve | Linky Boshoff Ilana Kloss            | 6-2, 6-4       | Tableau |
| 42 | 13/12/1976 | Western Australian Open Perth                  |                | NC        | Gazon (ext.)    | NC                               | NC                                   | NC             |         |
| 43 | 27/12/1976 | New South Wales Open Sydney                    | Colgate Series | 35 000 $  | Gazon (ext.)    | Helen Gourlay Betsy Nagelsen     | Dianne Fromholtz Renáta Tomanová     | 6-4, 6-1       | Tableau |

### Double mixte
| No | Date       | Nom et lieu du tournoi                        | Catégorie | Dotation  | Surface      | Vainqueures                      | Finalistes                     | Score         |         |
| -- | ---------- | --------------------------------------------- | --------- | --------- | ------------ | -------------------------------- | ------------------------------ | ------------- | ------- |
| 1  | 31/05/1976 | Roland-Garros Paris                           | G. Chelem | NC        | Terre (ext.) | Ilana Kloss Kim Warwick          | Linky Boshoff Colin Dowdeswell | 5-7, 7-6, 6-2 | Tableau |
| 2  | 21/06/1976 | The Championships Wimbledon                   | G. Chelem | NC        | Gazon (ext.) | Françoise Dürr Tony Roche        | Rosie Casals Dick Stockton     | 6-3, 2-6, 7-5 | Tableau |
| 3  | 30/08/1976 | US Open Forest Hills                          | G. Chelem | 309 000 $ | Terre (ext.) | Billie Jean King Phil Dent       | Betty Stöve Frew McMillan      | 3-6, 6-2, 7-5 | Tableau |
| 4  | 12/10/1976 | World Invitational Tennis Classic Hilton Head |           | NC        | Terre (ext.) | Martina Navrátilová Ilie Năstase | Sue Barker Björn Borg          | 6-3, 6-3      | Tableau |

## Classements de fin de saison
| Rang | Joueuse             |
| ---- | ------------------- |
| 1    | Chris Evert         |
| 2    | Evonne Goolagong    |
| 3    | Virginia Wade       |
| 4    | Martina Navrátilová |
| 5    | Dianne Balestrat    |
| 6    | Rosie Casals        |
| 7    | Betty Stöve         |
| 8    | Kerry Reid          |
| 9    | Olga Morozova       |
| 10   | Sue Barker          |

## Coupe de la Fédération
| Date     | Lieu                           | Surf.         | Vainqueur                     | Finaliste                   | Score |         |
| 22/08/76 | Philadelphie, Spectrum Stadium | Carpet (int.) | Rosie Casals Billie Jean King | Kerry Reid Evonne Goolagong | 2-1   | Tableau |

## Wightman Cup
Épreuve conjointement organisée par l'United States Tennis Association et la Lawn Tennis Association.
| Date | Lieu        | Vainqueur  | Perdant     | Score |
|      | Royaume-Uni | États-Unis | Royaume-Uni | 4-2   |

## Sources
- (en) WTA Tour : site officiel
- (en) [PDF] WTA Tour : palmarès complet 1971-2011